# NAMInoYUKUSAKI
「NAMInoYUKUSAKI」（なみのゆくさき）は、アメリカ合衆国の日本人ロックバンド、THE RiCECOOKERSによるシングル。2010年12月1日にリリースされた。2010年に放送されたTBSのテレビドラマ『SPEC〜警視庁公安部公安第五課 未詳事件特別対策係事件簿〜』の主題歌である。同曲の日本語ヴァージョンでカップリング曲である「波のゆくさき」、さらに同年12月22日発売でテレビ版のアレンジを収録したシングル「NAMInoYukusaki TV SPECial Collection」（ナミノユクサキ テレビ スペシャル コレクション）についても本項で説明する。

## 解説
『SPEC…』のメイン演出家である堤幸彦の依頼により、同ドラマのタイトルバックとともに流れる主題歌として製作された。
堤はTHE RiCECOOKERSと以前より親交があり、その音楽性を高く評価していたことからドラマ主題歌の依頼を決めた。当時THE RiCECOOKERSは日本国内では全くの無名と言っていい存在だったが、堤は同ドラマに賭ける挑戦的な意気込みから、あえて日本のドラマ製作における常識をくつがえす選択をしたとしている。
依頼に当たって堤より『SPEC…』のテーマやストーリー、超能力者が登場するというコンセプトについての説明を受けた上で製作された数曲のデモの中から、まず日本語詞の「波のゆくさき」が選ばれた。さらに堤は英語詞のヴァージョンも希望した。また、同ドラマのタイトルバックは、週1回放送・全10回の全てで違う映像を使用することになっており、それに合わせて10パターンのアレンジを依頼された。
最終的に、第1回 - 第5回は英語詞の「NAMInoYUKUSAKI」、第6回 - 最終回は日本語詞の「波のゆくさき」が、TVサイズに合わせた2分弱程度の長さにアレンジされた。
10パターンのアレンジの概要は以下のとおりである。各曲に付けられた十干はドラマ各回のタイトルにちなむ。
- 甲：アコースティック・ギターとヴォーカルのみの弾き語り風。
- 乙：ドラムスが加わったアレンジ。
- 丙：エレキギター、ベースを加えたアレンジ。
- 丁：テクノポップ・トランス風のアレンジ。
- 戊：ディストーションギターが印象的な最もハードなアレンジ。
- 己：甲のアレンジの日本語版。
- 庚：乙のアレンジの日本語版。
- 辛：丙のアレンジの日本語版。
- 壬：戊のアレンジの日本語版。
- 癸：ディレイを効かせたコーラスとトレモロ奏法のアコースティック・ギターのみによる神聖さを感じさせるアレンジ。

英語版・日本語版のフルヴァージョンを収録したシングルが2010年12月1日に、TV版のアレンジのみを収録した「NAMInoYukusaki TV SPECial Collection」が同年12月22日に発売された。
ドラマの劇場版『劇場版 SPEC〜天〜』にも、新たなアレンジの「NAMInoYukusaki〜天〜」「NAMInoYukusaki〜ola〜」が起用され、2012年4月4日発売のミニアルバム『Showtime』に収録されている。「NAMInoYukusaki〜天〜」は2013年10月23日放送のスペシャルドラマ『SPEC〜零〜』でもエンディングテーマに使用された。「波のゆくさき」は2018年秋配信のスピンオフドラマ『SPECサーガ黎明篇「サトリの恋」』でもエンディングテーマに使用された。

## 収録曲

### NAMInoYUKUSAKI
1. NAMInoYUKUSAKI
  - 作詞：廣石友海、作曲：藤井恒太、編曲：THE RiCECOOKERS
2. 波のゆくさき
  - 作詞・作曲：藤井恒太、編曲：THE RiCECOOKERS
3. NAMInoYUKUSAKI(minus one)

### NAMInoYukusaki TV SPECial Collection
- Disc 1(CD)

1. NAMInoYukusaki for SPEC【甲】
2. NAMInoYukusaki for SPEC【乙】
3. NAMInoYukusaki for SPEC【丙】
4. NAMInoYukusaki for SPEC【丁】
5. NAMInoYukusaki for SPEC【戊】
6. 波のゆくさき for SPEC【己】
7. 波のゆくさき for SPEC【庚】
8. 波のゆくさき for SPEC【辛】
9. 波のゆくさき for SPEC【壬】
10. 波のゆくさき for SPEC【癸】

- Disc 2(DVD)

1. 波のゆくさき(Music Video)
  - 堤幸彦監督によるミュージック・ビデオを収録。

## チャート
2010年12月13日付オリコンチャートシングルTop100で初登場15位を記録した。同2011年1月24日付の推定累積売上数は19,620枚。また、オリコンによる2011年のインディーズTop50では11位を記録した。
また、Billboard JAPANインディーズ・アルバム&シングル・セールス・チャートでは2010年12月13日付チャートで初登場1位となり、その後も2週に渡って10位以内をキープし、同チャートの2011年上半期集計では16位となった。
また、「TV SPECial collection」も、同チャート2011年1月3日付で初登場1位を記録した。